# The Cat Came Back
The Cat Came Back ist ein kanadischer animierter Kurzfilm von Cordell Barker aus dem Jahr 1988. Er beruht auf dem gleichnamigen Kinderlied.

## Handlung
Als der verwitwete Mr. Johnson eines Tages mal wieder die Tuba spielt, findet er vor seinem Haus plötzlich ein kleines gelbes Kätzchen. Begeistert nimmt er es in sein Haus und versucht, es mit der Spielzeugrassel zu erfreuen, die er selbst als Kind geliebt hat. Die Katze schlägt ihm die Rassel aus der Hand und Johnson setzt die Katze beleidigt vor die Tür. Durch den Briefschlitz gelangt sie jedoch wieder ins Innere. Johnson versucht nun auf verschiedene Art und Weise, die Katze loszuwerden – er bringt sie tief in den Wald, versucht sie im Meer zu ertränken und in einem Heißluftballon in den Himmel zu schießen, doch stets endet er selbst als Geschädigter. Kommt er nach Hause, ist die Katze schon da und verwüstet seine vier Wände immer mehr. Am Ende sprengt Johnson sein Haus in die Luft, wobei er selbst durch die Explosion in die Luft geschleudert wird und stirbt. Als Engel kehrt er zur Katze zurück und verspottet sie, da sie ihm nun nicht mehr folgen könnte. Sein Leichnam jedoch landet genau auf der Katze, die nun für jedes ihrer neun Leben einen Katzenengel erhält. Alle neun eilen nun dem fliehenden Johnson-Geist nach.

## Auszeichnungen
The Cat Came Back erhielt zahlreiche internationale Preise, darunter 1989 einen Genie als Bester animierter Kurzfilm sowie einen Hauptpreis auf der World Animation Celebration.
Der Film wurde 1989 für einen Oscar in der Kategorie „Bester animierter Kurzfilm“ nominiert, konnte sich jedoch nicht gegen Tin Toy durchsetzen.